# 2016 en Australie
Chronologie de l'Australie
- 2012
- 2013
- 2014
- 2015
- 2016
- 2017
- 2018
- 2019
- 2020

## En exercice
- Monarque – Reine Elizabeth II
- Gouverneur général – Peter Cosgrove
- Premiers ministres – Malcolm Turnbull (premier ministre en fonction depuis le 15 septembre 2015).

## Chronologie

### Janvier 2016
- Lundi 4 janvier - Le prix du timbre passe de 0.70 centimes à un historique record de AUD $ 1[1]. De nombreuses plaintes s'ensuivent[2].

### Février 2016
- 4 février : - L'Australie et la Nouvelle-Zélande signent l'Accord de partenariat transpacifique avec dix autres États en bordure de l'océan Pacifique, dont les États-Unis et le Japon[3].

### Juillet 2016
- Samedi 2 juillet - Élections fédérales australiennes de 2016. À la suite de ces élections Malcolm Turnbull est reconduit dans ces fonctions de Premier ministre d'Australie.
- Jeudi 7 juillet - Mike Baird, Premier ministre de la Nouvelle-Galles du Sud annonce la fin des courses de lévriers à partir du 1er juillet 2017[4].

### Août
- 27 août : élection dans le Territoire du Nord.

### Octobre
- 15 octobre : élection dans le Territoire de la capitale australienne.

## Décès en 2016
- 1er janvier : Brian Johns, homme d'affaires et journaliste.
- 1er février : Paul Pholeros, Architecte.
- 3 mars : Sarah Tait, rameuse et championne olympique.